# Joseph Gebhard Himmler

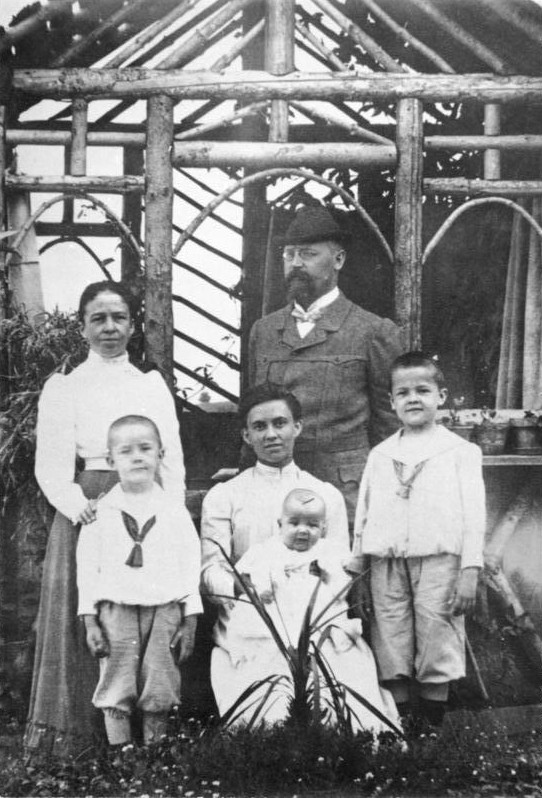
De familie Himmler met links vooraan de kleine Heinrich Luitpold Himmler

Joseph Gebhard Himmler (Lindau, 17 mei 1865 – München, 29 oktober 1936) was een Duitse leraar, 'Oberstudienrat' en rector van een gymnasium in Landshut en het Wittelsbacher Gymnasium in München. Zijn bijnaam was "Rex".
Hij was de vader van de latere SS-leider Heinrich Himmler en twee andere zonen Gebhard en Ernst, en is de hoofdpersoon van de biografische novelle Der Vater eines Mörders ('De vader van een moordenaar') door de Duitse schrijver Alfred Andersch (1980). Andersch voert Himmler senior ten tonele als de onverwachts in een klas binnengekomen rector die het Grieks van de leerlingen in een van de hogere klassen van het gymnasium overhoort. In de herinnering van Andersch is Himmler Sr. "tief schwarz", dat wil zeggen katholiek en burgerlijk, maar ook een manipulator, een sadist en een machtswellusteling die de schooljongens vernedert.
Kleindochter Katrin Himmler beschrijft het milieu van haar grootvader als "een zeer keurige, humanistische familie uit Beieren".
Een klasgenoot van Andersch nam het in de pers voor Joseph Gebhard Himmler op, de man was volgens hem zeker geen "Pädago-Sadist" geweest maar "hochanständig und völlig normal".
De strengkatholieke Joseph Gebhard was de huisleraar van de Beierse prins Heinrich geweest. De aanwezigheid van deze prins bij de doop van Heinrich Himmler (in 1900) doet vermoeden dat de kleine Himmler ook naar deze prins is vernoemd.